# Tour Colombia 2020
Tour Colombia 2020 – 3. edycja wyścigu kolarskiego Tour Colombia, która odbyła się w dniach od 11 do 16 lutego 2020 na liczącej ponad 823 kilometrów trasie składającej się z 6 etapów. Impreza kategorii 2.1 należała do cyklu UCI America Tour 2020.

## Etapy
| Etap | Data   | Start – Meta                             | type                    | Dystans (km) | Zwycięzca etapu        | Lider            |
| ---- | ------ | ---------------------------------------- | ----------------------- | ------------ | ---------------------- | ---------------- |
| 1    | 11 lut | Tunja – Tunja                            | jazda drużynowa na czas | 16,7         | EF Pro Cycling         | Jonathan Caicedo |
| 2    | 12 lut | Paipa – Duitama                          | płaski                  | 152,4        | Juan Sebastián Molano  | Jonathan Caicedo |
| 3    | 13 lut | Paipa – Sogamoso                         | pagórkowaty             | 177          | Juan Sebastián Molano  | Jonathan Caicedo |
| 4    | 14 lut | Paipa – Santa Rosa de Viterbo (Kolumbia) | pagórkowaty             | 169          | Sergio Higuita         | Sergio Higuita   |
| 5    | 15 lut | Paipa – Zipaquirá                        | górzysty                | 174,9        | Juan Sebastián Molano  | Sergio Higuita   |
| 6    | 16 lut | Zipaquirá – Alto El Verjón               | górski                  | 121,8        | Daniel Felipe Martínez | Sergio Higuita   |

## Uczestnicy

### Drużyny
| WorldTeams (6)- Deceuninck-Quick Step - EF Pro Cycling - Israel Start-Up Nation - Movistar Team - Ineos - UAE Team Emirates ProTeams (6)- Androni Giocattoli-Sidermec - Bardiani CSF Faizanè - Rally Cycling - Uno-X Norwegian Development - Vini Zabù-KTM - Team Novo Nordisk Continental teams (10)- Colombia Tierra de Atletas-GW Bicicletas - EPM-Scott - Equipo Continental Supergiros - Equipo Continental Orgullo Paisa - Medellín - Efapel - Agrupación Virgen de Fátima-SaddleDrunk - Team Illuminate - Canel's Pro Cycling - Amore & Vita-Prodir Reprezentacje (5)- Brazylia - Kolumbia - Ekwador - Wenezuela - Rosja |
| |

### Lista startowa
| Team Ineos INS | Team Ineos INS         | Team Ineos INS |
| -------------- | ---------------------- | -------------- |
| Nr             | Kolarz                 | Miejsce        |
| 1              | Egan Bernal (COL)      | 4.             |
| 2              | Richard Carapaz (ECU)  | 30.            |
| 3              | Sebastián Henao (COL)  | DNS-6          |
| 4              | Jhonatan Narváez (ECU) | 59.            |
| 5              | Brandon Rivera (COL)   | 44.            |
| 6              | Leonardo Basso (ITA)   | DNF-3          |

| UAE Team Emirates UAD | UAE Team Emirates UAD       | UAE Team Emirates UAD |
| --------------------- | --------------------------- | --------------------- |
| Nr                    | Kolarz                      | Miejsce               |
| 11                    | Andrés Camilo Ardila (COL)  | 17.                   |
| 12                    | Fabio Aru (ITA)             | 12.                   |
| 13                    | Sergio Henao (COL)          | 10.                   |
| 14                    | Juan Sebastián Molano (COL) | 87.                   |
| 15                    | Cristian Camilo Muñoz (COL) | 18.                   |
| 16                    | Maximiliano Richeze (ARG)   | DNS-6                 |

| Deceuninck-Quick Step DQT | Deceuninck-Quick Step DQT   | Deceuninck-Quick Step DQT |
| ------------------------- | --------------------------- | ------------------------- |
| Nr                        | Kolarz                      | Miejsce                   |
| 21                        | Julian Alaphilippe (FRA)    | 72.                       |
| 22                        | Álvaro Hodeg (COL)          | 114.                      |
| 23                        | Mikkel Frølich Honoré (DEN) | 113.                      |
| 24                        | Bob Jungels (LUX)           | 66.                       |
| 25                        | Jannik Steimle (GER)        | 111.                      |
| 26                        | Bert Van Lerberghe (BEL)    | 109.                      |

| Movistar Team MOV | Movistar Team MOV       | Movistar Team MOV |
| ----------------- | ----------------------- | ----------------- |
| Nr                | Kolarz                  | Miejsce           |
| 31                | Juan Diego Alba (COL)   | 24.               |
| 32                | Carlos Betancur (COL)   | 92.               |
| 33                | Matteo Jorgenson (USA)  | 95.               |
| 34                | Einer Rubio (COL)       | 77.               |
| 35                | Eduardo Sepúlveda (ARG) | 64.               |
| 36                | Carlos Verona (ESP)     | 84.               |

| EF Pro Cycling EF1 | EF Pro Cycling EF1           | EF Pro Cycling EF1 |
| ------------------ | ---------------------------- | ------------------ |
| Nr                 | Kolarz                       | Miejsce            |
| 41                 | Rigoberto Urán (COL)         | 58.                |
| 42                 | Lawson Craddock (USA)        | 120.               |
| 43                 | Sergio Higuita (COL)         | 1.                 |
| 44                 | Daniel Felipe Martínez (COL) | 2.                 |
| 45                 | Jonathan Caicedo (ECU)       | 3.                 |
| 46                 | Tejay van Garderen (USA)     | 106.               |

| Israel Start-Up Nation ISN | Israel Start-Up Nation ISN | Israel Start-Up Nation ISN |
| -------------------------- | -------------------------- | -------------------------- |
| Nr                         | Kolarz                     | Miejsce                    |
| 51                         | Edwin Ávila (COL)          | 29.                        |
| 52                         | Matteo Badilatti (SUI)     | 13.                        |
| 53                         | Itamar Einhorn (ISR)       | DNF-5                      |
| 54                         | Travis McCabe (USA)        | 99.                        |
| 55                         | Patrick Schelling (SUI)    | 40.                        |
| 56                         | Daniel Turek (CZE)         | 79.                        |

| Androni Giocattoli-Sidermec ANS | Androni Giocattoli-Sidermec ANS | Androni Giocattoli-Sidermec ANS |
| ------------------------------- | ------------------------------- | ------------------------------- |
| Nr                              | Kolarz                          | Miejsce                         |
| 61                              | Miguel Flórez López (COL)       | 5.                              |
| 62                              | Daniel Muñoz (COL)              | 43.                             |
| 63                              | Simon Pellaud (SUI)             | 80.                             |
| 64                              | Jhonatan Restrepo (COL)         | 67.                             |
| 65                              | Josip Rumac (CRO)               | OTL-6                           |
| 66                              | Matteo Spreafico (ITA)          | 86.                             |

| Vini Zabù-KTM THR | Vini Zabù-KTM THR       | Vini Zabù-KTM THR |
| ----------------- | ----------------------- | ----------------- |
| Nr                | Kolarz                  | Miejsce           |
| 71                | Etienne van Empel (NED) | 115.              |
| 72                | James Mitri (NZL)       | 131.              |
| 73                | Roberto González (PAN)  | 108.              |
| 74                | Matteo De Bonis (ITA)   | 127.              |
| 75                | Veljko Stojnić (SRB)    | 116.              |
| 76                | Umberto Marengo (ITA)   | 105.              |

| Team Novo Nordisk TNN | Team Novo Nordisk TNN  | Team Novo Nordisk TNN |
| --------------------- | ---------------------- | --------------------- |
| Nr                    | Kolarz                 | Miejsce               |
| 81                    | Oliver Behringer (SUI) | 129.                  |
| 82                    | Sam Brand (GBR)        | 119.                  |
| 83                    | Joonas Henttala (FIN)  | 122.                  |
| 84                    | David Lozano (ESP)     | 123.                  |
| 85                    | Andrea Peron (ITA)     | DNS-1                 |
| 86                    | Ulugbek Saidov (UZB)   | OTL-3                 |

| Uno-X Norwegian Development UXT | Uno-X Norwegian Development UXT | Uno-X Norwegian Development UXT |
| ------------------------------- | ------------------------------- | ------------------------------- |
| Nr                              | Kolarz                          | Miejsce                         |
| 91                              | Torstein Træen (NOR)            | 9.                              |
| 92                              | Jonas Abrahamsen (NOR)          | 121.                            |
| 93                              | Lars Saugstad (NOR)             | 88.                             |
| 94                              | Martin Urianstad (NOR)          | DNF-3                           |
| 95                              | Idar Andersen (NOR)             | 41.                             |
| 96                              | Jonas Iversby Hvideberg (NOR)   | 91.                             |

| Rally Cycling RLY | Rally Cycling RLY     | Rally Cycling RLY |
| ----------------- | --------------------- | ----------------- |
| Nr                | Kolarz                | Miejsce           |
| 101               | Rob Britton (CAN)     | DNS-3             |
| 102               | Nathan Brown (USA)    | 74.               |
| 103               | Robin Carpenter (USA) | 102.              |
| 104               | Colin Joyce (USA)     | 96.               |
| 105               | Gavin Mannion (USA)   | 19.               |
| 106               | Kyle Murphy (USA)     | 35.               |

| Agrupación Virgen de Fátima-SaddleDrunk AVF | Agrupación Virgen de Fátima-SaddleDrunk AVF | Agrupación Virgen de Fátima-SaddleDrunk AVF |
| ------------------------------------------- | ------------------------------------------- | ------------------------------------------- |
| Nr                                          | Kolarz                                      | Miejsce                                     |
| 111                                         | Santiago Sánchez (ARG)                      | DNF-3                                       |
| 112                                         | Nicolás Naranjo (ARG)                       | DNF-3                                       |
| 113                                         | Leandro Velardez (ARG)                      | DNF-3                                       |
| 114                                         | Daniel Juárez (ARG)                         | OTL-6                                       |
| 115                                         | Gabriel Juárez (ARG)                        | DNF-3                                       |
| 116                                         | Carlos Alberto Soto (ARG)                   | DNF-3                                       |

| Canel's Pro Cycling CAS | Canel's Pro Cycling CAS      | Canel's Pro Cycling CAS |
| ----------------------- | ---------------------------- | ----------------------- |
| Nr                      | Kolarz                       | Miejsce                 |
| 121                     | Efrén Santos (MEX)           | 46.                     |
| 122                     | Santiago Ordóñez (COL)       | 52.                     |
| 123                     | Eduardo Corte (MEX)          | 73.                     |
| 124                     | Juan Francisco Rosales (MEX) | 48.                     |
| 125                     | Pablo Alarcón (CHI)          | 124.                    |
| 126                     | Jesús Morales Martínez (MEX) | 128.                    |

| Efapel EFP | Efapel EFP             | Efapel EFP |
| ---------- | ---------------------- | ---------- |
| Nr         | Kolarz                 | Miejsce    |
| 131        | Joni Brandão (POR)     | 103.       |
| 132        | António Carvalho (POR) | DNS-5      |
| 133        | César Fonte (POR)      | 65.        |
| 134        | Rafael Silva (POR)     | 97.        |
| 135        | Nicolás Sáenz (COL)    | 38.        |
| 136        | Gerard Armillas (ESP)  | 82.        |

| Illuminate ILU | Illuminate ILU           | Illuminate ILU |
| -------------- | ------------------------ | -------------- |
| Nr             | Kolarz                   | Miejsce        |
| 141            | Rodolfo Torres (COL)     | 39.            |
| 142            | Félix Barón (COL)        | 55.            |
| 143            | Kristian Yustre (COL)    | 68.            |
| 144            | Camilo Castiblanco (COL) | 69.            |
| 145            | Cameron Piper (USA)      | 117.           |
| 146            | Matthieu Jeannes (FRA)   | 47.            |

| Amore & Vita-Prodir AMO | Amore & Vita-Prodir AMO   | Amore & Vita-Prodir AMO |
| ----------------------- | ------------------------- | ----------------------- |
| Nr                      | Kolarz                    | Miejsce                 |
| 151                     | Davide Appollonio (ITA)   | DSQ-2                   |
| 152                     | Viesturs Lukševics (LAT)  | 54.                     |
| 153                     | Māris Bogdanovičs (LAT)   | 110.                    |
| 154                     | Riccardo Marchesini (ITA) | 104.                    |
| 155                     | Antonio Zullo (ITA)       | DNF-3                   |

| Medellín MED | Medellín MED              | Medellín MED |
| ------------ | ------------------------- | ------------ |
| Nr           | Kolarz                    | Miejsce      |
| 161          | Óscar Sevilla (ESP)       | 16.          |
| 162          | Fabio Duarte (COL)        | 63.          |
| 163          | Robinson Chalapud (COL)   | 51.          |
| 164          | Róbigzon Oyola (COL)      | 70.          |
| 165          | Brayan Sánchez (COL)      | 53.          |
| 166          | José Tito Hernández (COL) | 37.          |

| Colombia Tierra de Atletas-GW Bicicletas CTA | Colombia Tierra de Atletas-GW Bicicletas CTA | Colombia Tierra de Atletas-GW Bicicletas CTA |
| -------------------------------------------- | -------------------------------------------- | -------------------------------------------- |
| Nr                                           | Kolarz                                       | Miejsce                                      |
| 171                                          | Darwin Atapuma (COL)                         | 45.                                          |
| 172                                          | Hernán Aguirre (COL)                         | 8.                                           |
| 173                                          | Diego Camargo (COL)                          | 11.                                          |
| 174                                          | Jesús David Peña (COL)                       | 25.                                          |
| 175                                          | Omar Mendoza (COL)                           | 61.                                          |
| 176                                          | Óscar Quiroz (COL)                           | 90.                                          |

| EPM-Scott EPM | EPM-Scott EPM           | EPM-Scott EPM |
| ------------- | ----------------------- | ------------- |
| Nr            | Kolarz                  | Miejsce       |
| 181           | Alexander Gil (COL)     | 14.           |
| 182           | Aldemar Reyes (COL)     | 15.           |
| 183           | Juan Pablo Suárez (COL) | 78.           |
| 184           | Germán Chaves (COL)     | 23.           |
| 185           | Freddy Montaña (COL)    | 6.            |
| 186           | Diego Ochoa (COL)       | 28.           |

| Equipo Continental Orgullo Paisa EOP | Equipo Continental Orgullo Paisa EOP | Equipo Continental Orgullo Paisa EOP |
| ------------------------------------ | ------------------------------------ | ------------------------------------ |
| Nr                                   | Kolarz                               | Miejsce                              |
| 191                                  | Danny Osorio (COL)                   | 31.                                  |
| 192                                  | Frank Osorio (COL)                   | 56.                                  |
| 193                                  | Johan Colón (COL)                    | 101.                                 |
| 194                                  | Edison Muñoz (COL)                   | 93.                                  |
| 195                                  | Sebastián Castaño (COL)              | 94.                                  |
| 196                                  | Didier Chaparro (COL)                | 22.                                  |

| Equipo Continental Supergiros ECS | Equipo Continental Supergiros ECS | Equipo Continental Supergiros ECS |
| --------------------------------- | --------------------------------- | --------------------------------- |
| Nr                                | Kolarz                            | Miejsce                           |
| 201                               | Walter Pedraza (COL)              | 21.                               |
| 202                               | Edwin Carvajal (COL)              | 71.                               |
| 203                               | Bernardo Suaza (COL)              | 50.                               |
| 204                               | Bryan Gomez (COL)                 | DNF-3                             |
| 205                               | Rubén Acosta (COL)                | 36.                               |
| 206                               | Jordan Tabares (COL)              | 60.                               |

| Bardiani CSF Faizanè BCF | Bardiani CSF Faizanè BCF  | Bardiani CSF Faizanè BCF |
| ------------------------ | ------------------------- | ------------------------ |
| Nr                       | Kolarz                    | Miejsce                  |
| 211                      | Marco Benfatto (ITA)      | DNF-4                    |
| 212                      | Nicolas Dalla Valle (ITA) | DNS-5                    |
| 213                      | Iuri Filosi (ITA)         | 83.                      |
| 214                      | Mirco Maestri (ITA)       | 81.                      |
| 215                      | Alessandro Tonelli (ITA)  | 100.                     |
| 216                      | Filippo Zaccanti (ITA)    | DNF-6                    |

| Kolumbia COL | Kolumbia COL      | Kolumbia COL |
| ------------ | ----------------- | ------------ |
| Nr           | Kolarz            | Miejsce      |
| 221          | Esteban Chaves    | 7.           |
| 222          | Santiago Buitrago | 49.          |
| 223          | Yecid Sierra      | 75.          |
| 224          | Heiner Parra      | 27.          |
| 225          | Brayan Chaves     | 85.          |
| 226          | Julián Molano     | 98.          |

| Brazylia BRA | Brazylia BRA               | Brazylia BRA |
| ------------ | -------------------------- | ------------ |
| Nr           | Kolarz                     | Miejsce      |
| 231          | Vitor Zucco Schizzi        | DNF-4        |
| 232          | Alessandro Guimarães       | DNF-5        |
| 233          | Vinicius Rangel            | DNF-3        |
| 234          | Lauro Chaman               | DNF-5        |
| 235          | Marcos Nascimento Da Matta | 130.         |
| 236          | Renan Ladewig Quadri       | DNF-3        |

| Rosja RUS | Rosja RUS              | Rosja RUS |
| --------- | ---------------------- | --------- |
| Nr        | Kolarz                 | Miejsce   |
| 241       | Gleb Syrica            | DNF-3     |
| 242       | Nikita Biersieniew     | DNF-4     |
| 243       | Aleksandr Smirnow      | 125.      |
| 244       | Dmitrij Muchamiedjarow | 126.      |
| 245       | Lew Gonow              | 118.      |
| 246       | Iwan Smirnow           | 112.      |

| Ekwador ECU | Ekwador ECU           | Ekwador ECU |
| ----------- | --------------------- | ----------- |
| Nr          | Kolarz                | Miejsce     |
| 251         | Jorge Luis Montenegro | 62.         |
| 252         | Segundo Navarrete     | 89.         |
| 253         | Richard Huera         | 20.         |
| 254         | Byron Guamá           | 33.         |
| 255         | Santiago Montenegro   | 26.         |
| 256         | Harold Martín López   | 32.         |

| Wenezuela VEN | Wenezuela VEN    | Wenezuela VEN |
| ------------- | ---------------- | ------------- |
| Nr            | Kolarz           | Miejsce       |
| 261           | José Alarcón     | 34.           |
| 262           | Roniel Campos    | 57.           |
| 263           | Leonel Quintero  | DNF-5         |
| 264           | Anderson Paredes | 107.          |
| 265           | Yonathan Salinas | 76.           |
| 266           | José Rujano      | 42.           |

| Team Ineos INS | Team Ineos INS         | Team Ineos INS |
| -------------- | ---------------------- | -------------- |
| Nr             | Kolarz                 | Miejsce        |
| 1              | Egan Bernal (COL)      | 4.             |
| 2              | Richard Carapaz (ECU)  | 30.            |
| 3              | Sebastián Henao (COL)  | DNS-6          |
| 4              | Jhonatan Narváez (ECU) | 59.            |
| 5              | Brandon Rivera (COL)   | 44.            |
| 6              | Leonardo Basso (ITA)   | DNF-3          |

| UAE Team Emirates UAD | UAE Team Emirates UAD       | UAE Team Emirates UAD |
| --------------------- | --------------------------- | --------------------- |
| Nr                    | Kolarz                      | Miejsce               |
| 11                    | Andrés Camilo Ardila (COL)  | 17.                   |
| 12                    | Fabio Aru (ITA)             | 12.                   |
| 13                    | Sergio Henao (COL)          | 10.                   |
| 14                    | Juan Sebastián Molano (COL) | 87.                   |
| 15                    | Cristian Camilo Muñoz (COL) | 18.                   |
| 16                    | Maximiliano Richeze (ARG)   | DNS-6                 |

| Deceuninck-Quick Step DQT | Deceuninck-Quick Step DQT   | Deceuninck-Quick Step DQT |
| ------------------------- | --------------------------- | ------------------------- |
| Nr                        | Kolarz                      | Miejsce                   |
| 21                        | Julian Alaphilippe (FRA)    | 72.                       |
| 22                        | Álvaro Hodeg (COL)          | 114.                      |
| 23                        | Mikkel Frølich Honoré (DEN) | 113.                      |
| 24                        | Bob Jungels (LUX)           | 66.                       |
| 25                        | Jannik Steimle (GER)        | 111.                      |
| 26                        | Bert Van Lerberghe (BEL)    | 109.                      |

| Movistar Team MOV | Movistar Team MOV       | Movistar Team MOV |
| ----------------- | ----------------------- | ----------------- |
| Nr                | Kolarz                  | Miejsce           |
| 31                | Juan Diego Alba (COL)   | 24.               |
| 32                | Carlos Betancur (COL)   | 92.               |
| 33                | Matteo Jorgenson (USA)  | 95.               |
| 34                | Einer Rubio (COL)       | 77.               |
| 35                | Eduardo Sepúlveda (ARG) | 64.               |
| 36                | Carlos Verona (ESP)     | 84.               |

| EF Pro Cycling EF1 | EF Pro Cycling EF1           | EF Pro Cycling EF1 |
| ------------------ | ---------------------------- | ------------------ |
| Nr                 | Kolarz                       | Miejsce            |
| 41                 | Rigoberto Urán (COL)         | 58.                |
| 42                 | Lawson Craddock (USA)        | 120.               |
| 43                 | Sergio Higuita (COL)         | 1.                 |
| 44                 | Daniel Felipe Martínez (COL) | 2.                 |
| 45                 | Jonathan Caicedo (ECU)       | 3.                 |
| 46                 | Tejay van Garderen (USA)     | 106.               |

| Israel Start-Up Nation ISN | Israel Start-Up Nation ISN | Israel Start-Up Nation ISN |
| -------------------------- | -------------------------- | -------------------------- |
| Nr                         | Kolarz                     | Miejsce                    |
| 51                         | Edwin Ávila (COL)          | 29.                        |
| 52                         | Matteo Badilatti (SUI)     | 13.                        |
| 53                         | Itamar Einhorn (ISR)       | DNF-5                      |
| 54                         | Travis McCabe (USA)        | 99.                        |
| 55                         | Patrick Schelling (SUI)    | 40.                        |
| 56                         | Daniel Turek (CZE)         | 79.                        |

| Androni Giocattoli-Sidermec ANS | Androni Giocattoli-Sidermec ANS | Androni Giocattoli-Sidermec ANS |
| ------------------------------- | ------------------------------- | ------------------------------- |
| Nr                              | Kolarz                          | Miejsce                         |
| 61                              | Miguel Flórez López (COL)       | 5.                              |
| 62                              | Daniel Muñoz (COL)              | 43.                             |
| 63                              | Simon Pellaud (SUI)             | 80.                             |
| 64                              | Jhonatan Restrepo (COL)         | 67.                             |
| 65                              | Josip Rumac (CRO)               | OTL-6                           |
| 66                              | Matteo Spreafico (ITA)          | 86.                             |

| Vini Zabù-KTM THR | Vini Zabù-KTM THR       | Vini Zabù-KTM THR |
| ----------------- | ----------------------- | ----------------- |
| Nr                | Kolarz                  | Miejsce           |
| 71                | Etienne van Empel (NED) | 115.              |
| 72                | James Mitri (NZL)       | 131.              |
| 73                | Roberto González (PAN)  | 108.              |
| 74                | Matteo De Bonis (ITA)   | 127.              |
| 75                | Veljko Stojnić (SRB)    | 116.              |
| 76                | Umberto Marengo (ITA)   | 105.              |

| Team Novo Nordisk TNN | Team Novo Nordisk TNN  | Team Novo Nordisk TNN |
| --------------------- | ---------------------- | --------------------- |
| Nr                    | Kolarz                 | Miejsce               |
| 81                    | Oliver Behringer (SUI) | 129.                  |
| 82                    | Sam Brand (GBR)        | 119.                  |
| 83                    | Joonas Henttala (FIN)  | 122.                  |
| 84                    | David Lozano (ESP)     | 123.                  |
| 85                    | Andrea Peron (ITA)     | DNS-1                 |
| 86                    | Ulugbek Saidov (UZB)   | OTL-3                 |

| Uno-X Norwegian Development UXT | Uno-X Norwegian Development UXT | Uno-X Norwegian Development UXT |
| ------------------------------- | ------------------------------- | ------------------------------- |
| Nr                              | Kolarz                          | Miejsce                         |
| 91                              | Torstein Træen (NOR)            | 9.                              |
| 92                              | Jonas Abrahamsen (NOR)          | 121.                            |
| 93                              | Lars Saugstad (NOR)             | 88.                             |
| 94                              | Martin Urianstad (NOR)          | DNF-3                           |
| 95                              | Idar Andersen (NOR)             | 41.                             |
| 96                              | Jonas Iversby Hvideberg (NOR)   | 91.                             |

| Rally Cycling RLY | Rally Cycling RLY     | Rally Cycling RLY |
| ----------------- | --------------------- | ----------------- |
| Nr                | Kolarz                | Miejsce           |
| 101               | Rob Britton (CAN)     | DNS-3             |
| 102               | Nathan Brown (USA)    | 74.               |
| 103               | Robin Carpenter (USA) | 102.              |
| 104               | Colin Joyce (USA)     | 96.               |
| 105               | Gavin Mannion (USA)   | 19.               |
| 106               | Kyle Murphy (USA)     | 35.               |

| Agrupación Virgen de Fátima-SaddleDrunk AVF | Agrupación Virgen de Fátima-SaddleDrunk AVF | Agrupación Virgen de Fátima-SaddleDrunk AVF |
| ------------------------------------------- | ------------------------------------------- | ------------------------------------------- |
| Nr                                          | Kolarz                                      | Miejsce                                     |
| 111                                         | Santiago Sánchez (ARG)                      | DNF-3                                       |
| 112                                         | Nicolás Naranjo (ARG)                       | DNF-3                                       |
| 113                                         | Leandro Velardez (ARG)                      | DNF-3                                       |
| 114                                         | Daniel Juárez (ARG)                         | OTL-6                                       |
| 115                                         | Gabriel Juárez (ARG)                        | DNF-3                                       |
| 116                                         | Carlos Alberto Soto (ARG)                   | DNF-3                                       |

| Canel's Pro Cycling CAS | Canel's Pro Cycling CAS      | Canel's Pro Cycling CAS |
| ----------------------- | ---------------------------- | ----------------------- |
| Nr                      | Kolarz                       | Miejsce                 |
| 121                     | Efrén Santos (MEX)           | 46.                     |
| 122                     | Santiago Ordóñez (COL)       | 52.                     |
| 123                     | Eduardo Corte (MEX)          | 73.                     |
| 124                     | Juan Francisco Rosales (MEX) | 48.                     |
| 125                     | Pablo Alarcón (CHI)          | 124.                    |
| 126                     | Jesús Morales Martínez (MEX) | 128.                    |

| Efapel EFP | Efapel EFP             | Efapel EFP |
| ---------- | ---------------------- | ---------- |
| Nr         | Kolarz                 | Miejsce    |
| 131        | Joni Brandão (POR)     | 103.       |
| 132        | António Carvalho (POR) | DNS-5      |
| 133        | César Fonte (POR)      | 65.        |
| 134        | Rafael Silva (POR)     | 97.        |
| 135        | Nicolás Sáenz (COL)    | 38.        |
| 136        | Gerard Armillas (ESP)  | 82.        |

| Illuminate ILU | Illuminate ILU           | Illuminate ILU |
| -------------- | ------------------------ | -------------- |
| Nr             | Kolarz                   | Miejsce        |
| 141            | Rodolfo Torres (COL)     | 39.            |
| 142            | Félix Barón (COL)        | 55.            |
| 143            | Kristian Yustre (COL)    | 68.            |
| 144            | Camilo Castiblanco (COL) | 69.            |
| 145            | Cameron Piper (USA)      | 117.           |
| 146            | Matthieu Jeannes (FRA)   | 47.            |

| Amore & Vita-Prodir AMO | Amore & Vita-Prodir AMO   | Amore & Vita-Prodir AMO |
| ----------------------- | ------------------------- | ----------------------- |
| Nr                      | Kolarz                    | Miejsce                 |
| 151                     | Davide Appollonio (ITA)   | DSQ-2                   |
| 152                     | Viesturs Lukševics (LAT)  | 54.                     |
| 153                     | Māris Bogdanovičs (LAT)   | 110.                    |
| 154                     | Riccardo Marchesini (ITA) | 104.                    |
| 155                     | Antonio Zullo (ITA)       | DNF-3                   |

| Medellín MED | Medellín MED              | Medellín MED |
| ------------ | ------------------------- | ------------ |
| Nr           | Kolarz                    | Miejsce      |
| 161          | Óscar Sevilla (ESP)       | 16.          |
| 162          | Fabio Duarte (COL)        | 63.          |
| 163          | Robinson Chalapud (COL)   | 51.          |
| 164          | Róbigzon Oyola (COL)      | 70.          |
| 165          | Brayan Sánchez (COL)      | 53.          |
| 166          | José Tito Hernández (COL) | 37.          |

| Colombia Tierra de Atletas-GW Bicicletas CTA | Colombia Tierra de Atletas-GW Bicicletas CTA | Colombia Tierra de Atletas-GW Bicicletas CTA |
| -------------------------------------------- | -------------------------------------------- | -------------------------------------------- |
| Nr                                           | Kolarz                                       | Miejsce                                      |
| 171                                          | Darwin Atapuma (COL)                         | 45.                                          |
| 172                                          | Hernán Aguirre (COL)                         | 8.                                           |
| 173                                          | Diego Camargo (COL)                          | 11.                                          |
| 174                                          | Jesús David Peña (COL)                       | 25.                                          |
| 175                                          | Omar Mendoza (COL)                           | 61.                                          |
| 176                                          | Óscar Quiroz (COL)                           | 90.                                          |

| EPM-Scott EPM | EPM-Scott EPM           | EPM-Scott EPM |
| ------------- | ----------------------- | ------------- |
| Nr            | Kolarz                  | Miejsce       |
| 181           | Alexander Gil (COL)     | 14.           |
| 182           | Aldemar Reyes (COL)     | 15.           |
| 183           | Juan Pablo Suárez (COL) | 78.           |
| 184           | Germán Chaves (COL)     | 23.           |
| 185           | Freddy Montaña (COL)    | 6.            |
| 186           | Diego Ochoa (COL)       | 28.           |

| Equipo Continental Orgullo Paisa EOP | Equipo Continental Orgullo Paisa EOP | Equipo Continental Orgullo Paisa EOP |
| ------------------------------------ | ------------------------------------ | ------------------------------------ |
| Nr                                   | Kolarz                               | Miejsce                              |
| 191                                  | Danny Osorio (COL)                   | 31.                                  |
| 192                                  | Frank Osorio (COL)                   | 56.                                  |
| 193                                  | Johan Colón (COL)                    | 101.                                 |
| 194                                  | Edison Muñoz (COL)                   | 93.                                  |
| 195                                  | Sebastián Castaño (COL)              | 94.                                  |
| 196                                  | Didier Chaparro (COL)                | 22.                                  |

| Equipo Continental Supergiros ECS | Equipo Continental Supergiros ECS | Equipo Continental Supergiros ECS |
| --------------------------------- | --------------------------------- | --------------------------------- |
| Nr                                | Kolarz                            | Miejsce                           |
| 201                               | Walter Pedraza (COL)              | 21.                               |
| 202                               | Edwin Carvajal (COL)              | 71.                               |
| 203                               | Bernardo Suaza (COL)              | 50.                               |
| 204                               | Bryan Gomez (COL)                 | DNF-3                             |
| 205                               | Rubén Acosta (COL)                | 36.                               |
| 206                               | Jordan Tabares (COL)              | 60.                               |

| Bardiani CSF Faizanè BCF | Bardiani CSF Faizanè BCF  | Bardiani CSF Faizanè BCF |
| ------------------------ | ------------------------- | ------------------------ |
| Nr                       | Kolarz                    | Miejsce                  |
| 211                      | Marco Benfatto (ITA)      | DNF-4                    |
| 212                      | Nicolas Dalla Valle (ITA) | DNS-5                    |
| 213                      | Iuri Filosi (ITA)         | 83.                      |
| 214                      | Mirco Maestri (ITA)       | 81.                      |
| 215                      | Alessandro Tonelli (ITA)  | 100.                     |
| 216                      | Filippo Zaccanti (ITA)    | DNF-6                    |

| Kolumbia COL | Kolumbia COL      | Kolumbia COL |
| ------------ | ----------------- | ------------ |
| Nr           | Kolarz            | Miejsce      |
| 221          | Esteban Chaves    | 7.           |
| 222          | Santiago Buitrago | 49.          |
| 223          | Yecid Sierra      | 75.          |
| 224          | Heiner Parra      | 27.          |
| 225          | Brayan Chaves     | 85.          |
| 226          | Julián Molano     | 98.          |

| Brazylia BRA | Brazylia BRA               | Brazylia BRA |
| ------------ | -------------------------- | ------------ |
| Nr           | Kolarz                     | Miejsce      |
| 231          | Vitor Zucco Schizzi        | DNF-4        |
| 232          | Alessandro Guimarães       | DNF-5        |
| 233          | Vinicius Rangel            | DNF-3        |
| 234          | Lauro Chaman               | DNF-5        |
| 235          | Marcos Nascimento Da Matta | 130.         |
| 236          | Renan Ladewig Quadri       | DNF-3        |

| Rosja RUS | Rosja RUS              | Rosja RUS |
| --------- | ---------------------- | --------- |
| Nr        | Kolarz                 | Miejsce   |
| 241       | Gleb Syrica            | DNF-3     |
| 242       | Nikita Biersieniew     | DNF-4     |
| 243       | Aleksandr Smirnow      | 125.      |
| 244       | Dmitrij Muchamiedjarow | 126.      |
| 245       | Lew Gonow              | 118.      |
| 246       | Iwan Smirnow           | 112.      |

| Ekwador ECU | Ekwador ECU           | Ekwador ECU |
| ----------- | --------------------- | ----------- |
| Nr          | Kolarz                | Miejsce     |
| 251         | Jorge Luis Montenegro | 62.         |
| 252         | Segundo Navarrete     | 89.         |
| 253         | Richard Huera         | 20.         |
| 254         | Byron Guamá           | 33.         |
| 255         | Santiago Montenegro   | 26.         |
| 256         | Harold Martín López   | 32.         |

| Wenezuela VEN | Wenezuela VEN    | Wenezuela VEN |
| ------------- | ---------------- | ------------- |
| Nr            | Kolarz           | Miejsce       |
| 261           | José Alarcón     | 34.           |
| 262           | Roniel Campos    | 57.           |
| 263           | Leonel Quintero  | DNF-5         |
| 264           | Anderson Paredes | 107.          |
| 265           | Yonathan Salinas | 76.           |
| 266           | José Rujano      | 42.           |

Legenda: DNF – nie ukończył etapu, OTL – przekroczył limit czasu, DNS – nie wystartował do etapu, DSQ – zdyskwalifikowany. Numer przy skrócie oznacza etap, na którym kolarz opuścił wyścig.

## Wyniki etapów

### Etap 1
| \| Klasyfikacja etapu \| Klasyfikacja etapu \| Klasyfikacja etapu \| Klasyfikacja etapu \| Klasyfikacja etapu \| \| Kolarz \| Kolarz \| Państwo \| Drużyna \| Czas \| \| ------------------ \| --------------------------- \| ------------------ \| ------------------ \| ------------------ \| \| 1. \| EF Pro Cycling \| \| \| 18' 01" \| \| 2. \| Deceuninck-Quick Step \| \| \| + 45" \| \| 3. \| Ineos \| \| \| + 46" \| \| 4. \| Rally Cycling \| \| \| + 59" \| \| 5. \| UAE Team Emirates \| \| \| + 1' 00" \| \| 6. \| EPM-Scott \| \| \| + 1' 00" \| \| 7. \| Movistar Team \| \| \| + 1' 02" \| \| 8. \| Israel Start-Up Nation \| \| \| + 1' 21" \| \| 9. \| Medellín \| \| \| + 1' 22" \| \| 10. \| Uno-X Norwegian Development \| \| \| + 1' 32" \| |                             |         |         |          |
| |                             |         |         |          |
| Źródło: ProCyclingStats |                             |         |         |          |
| Klasyfikacja etapu |                             |         |         |          |
| Kolarz | Kolarz                      | Państwo | Drużyna | Czas     |
| 1. | EF Pro Cycling              |         |         | 18' 01"  |
| 2. | Deceuninck-Quick Step       |         |         | + 45"    |
| 3. | Ineos                       |         |         | + 46"    |
| 4. | Rally Cycling               |         |         | + 59"    |
| 5. | UAE Team Emirates           |         |         | + 1' 00" |
| 6. | EPM-Scott                   |         |         | + 1' 00" |
| 7. | Movistar Team               |         |         | + 1' 02" |
| 8. | Israel Start-Up Nation      |         |         | + 1' 21" |
| 9. | Medellín                    |         |         | + 1' 22" |
| 10. | Uno-X Norwegian Development |         |         | + 1' 32" |

| \| Klasyfikacja generalna \| Klasyfikacja generalna \| Klasyfikacja generalna \| Klasyfikacja generalna \| Klasyfikacja generalna \| \| Kolarz \| Kolarz \| Państwo \| Drużyna \| Czas \| \| ---------------------- \| ---------------------- \| ---------------------- \| ---------------------- \| ---------------------- \| \| 1. \| Jonathan Caicedo \| Ekwador \| EF Pro Cycling \| 18' 01" \| \| 2. \| Sergio Higuita \| Kolumbia \| EF Pro Cycling \| + 0" \| \| 3. \| Daniel Felipe Martínez \| Kolumbia \| EF Pro Cycling \| + 0" \| \| 4. \| Tejay van Garderen \| Stany Zjednoczone \| EF Pro Cycling \| + 0" \| \| 5. \| Lawson Craddock \| Stany Zjednoczone \| EF Pro Cycling \| + 9" \| \| 6. \| Julian Alaphilippe \| Francja \| Deceuninck-Quick Step \| + 45" \| \| 7. \| Bob Jungels \| Luksemburg \| Deceuninck-Quick Step \| + 45" \| \| 8. \| Jannik Steimle \| Niemcy \| Deceuninck-Quick Step \| + 45" \| \| 9. \| Bert Van Lerberghe \| Belgia \| Deceuninck-Quick Step \| + 45" \| \| 10. \| Egan Bernal \| Kolumbia \| Team Ineos \| + 46" \| |                        |                   |                       |         |
| |                        |                   |                       |         |
| Źródło: ProCyclingStats |                        |                   |                       |         |
| Klasyfikacja generalna |                        |                   |                       |         |
| Kolarz | Kolarz                 | Państwo           | Drużyna               | Czas    |
| 1. | Jonathan Caicedo       | Ekwador           | EF Pro Cycling        | 18' 01" |
| 2. | Sergio Higuita         | Kolumbia          | EF Pro Cycling        | + 0"    |
| 3. | Daniel Felipe Martínez | Kolumbia          | EF Pro Cycling        | + 0"    |
| 4. | Tejay van Garderen     | Stany Zjednoczone | EF Pro Cycling        | + 0"    |
| 5. | Lawson Craddock        | Stany Zjednoczone | EF Pro Cycling        | + 9"    |
| 6. | Julian Alaphilippe     | Francja           | Deceuninck-Quick Step | + 45"   |
| 7. | Bob Jungels            | Luksemburg        | Deceuninck-Quick Step | + 45"   |
| 8. | Jannik Steimle         | Niemcy            | Deceuninck-Quick Step | + 45"   |
| 9. | Bert Van Lerberghe     | Belgia            | Deceuninck-Quick Step | + 45"   |
| 10. | Egan Bernal            | Kolumbia          | Team Ineos            | + 46"   |

### Etap 2
| \| Klasyfikacja etapu \| Klasyfikacja etapu \| Klasyfikacja etapu \| Klasyfikacja etapu \| Klasyfikacja etapu \| \| Kolarz \| Kolarz \| Państwo \| Drużyna \| Czas \| \| ------------------ \| --------------------- \| ------------------ \| ----------------------------- \| ------------------ \| \| 1. \| Juan Sebastián Molano \| Kolumbia \| UAE Team Emirates \| 3h 12' 09" \| \| 2. \| Álvaro Hodeg \| Kolumbia \| Deceuninck-Quick Step \| + 0" \| \| 3. \| Itamar Einhorn \| Izrael \| Israel Start-Up Nation \| + 0" \| \| 4. \| Jhonatan Restrepo \| Kolumbia \| Androni Giocattoli-Sidermec \| + 0" \| \| 5. \| Edwin Ávila \| Kolumbia \| Israel Start-Up Nation \| + 0" \| \| 6. \| Bryan Gomez \| Kolumbia \| Equipo Continental Supergiros \| + 0" \| \| 7. \| Colin Joyce \| Stany Zjednoczone \| Rally Cycling \| + 0" \| \| 8. \| Marco Benfatto \| Włochy \| Bardiani CSF Faizanè \| + 0" \| \| 9. \| Julián Molano \| Kolumbia \| \| + 0" \| \| 10. \| Félix Barón \| Kolumbia \| Illuminate \| + 0" \| |                       |                   |                               |            |
| |                       |                   |                               |            |
| Źródło: ProCyclingStats |                       |                   |                               |            |
| Klasyfikacja etapu |                       |                   |                               |            |
| Kolarz | Kolarz                | Państwo           | Drużyna                       | Czas       |
| 1. | Juan Sebastián Molano | Kolumbia          | UAE Team Emirates             | 3h 12' 09" |
| 2. | Álvaro Hodeg          | Kolumbia          | Deceuninck-Quick Step         | + 0"       |
| 3. | Itamar Einhorn        | Izrael            | Israel Start-Up Nation        | + 0"       |
| 4. | Jhonatan Restrepo     | Kolumbia          | Androni Giocattoli-Sidermec   | + 0"       |
| 5. | Edwin Ávila           | Kolumbia          | Israel Start-Up Nation        | + 0"       |
| 6. | Bryan Gomez           | Kolumbia          | Equipo Continental Supergiros | + 0"       |
| 7. | Colin Joyce           | Stany Zjednoczone | Rally Cycling                 | + 0"       |
| 8. | Marco Benfatto        | Włochy            | Bardiani CSF Faizanè          | + 0"       |
| 9. | Julián Molano         | Kolumbia          |                               | + 0"       |
| 10. | Félix Barón           | Kolumbia          | Illuminate                    | + 0"       |

| \| Klasyfikacja generalna \| Klasyfikacja generalna \| Klasyfikacja generalna \| Klasyfikacja generalna \| Klasyfikacja generalna \| \| Kolarz \| Kolarz \| Państwo \| Drużyna \| Czas \| \| ---------------------- \| ---------------------- \| ---------------------- \| ---------------------- \| ---------------------- \| \| 1. \| Jonathan Caicedo \| Ekwador \| EF Pro Cycling \| 3h 30' 10" \| \| 2. \| Sergio Higuita \| Kolumbia \| EF Pro Cycling \| + 0" \| \| 3. \| Daniel Felipe Martínez \| Kolumbia \| EF Pro Cycling \| + 0" \| \| 4. \| Tejay van Garderen \| Stany Zjednoczone \| EF Pro Cycling \| + 0" \| \| 5. \| Lawson Craddock \| Stany Zjednoczone \| EF Pro Cycling \| + 9" \| \| 6. \| Bert Van Lerberghe \| Belgia \| Deceuninck-Quick Step \| + 45" \| \| 7. \| Jannik Steimle \| Niemcy \| Deceuninck-Quick Step \| + 45" \| \| 8. \| Egan Bernal \| Kolumbia \| Team Ineos \| + 46" \| \| 9. \| Richard Carapaz \| Ekwador \| Team Ineos \| + 46" \| \| 10. \| Jhonatan Narváez \| Ekwador \| Team Ineos \| + 46" \| |                        |                   |                       |            |
| |                        |                   |                       |            |
| Źródło: ProCyclingStats |                        |                   |                       |            |
| Klasyfikacja generalna |                        |                   |                       |            |
| Kolarz | Kolarz                 | Państwo           | Drużyna               | Czas       |
| 1. | Jonathan Caicedo       | Ekwador           | EF Pro Cycling        | 3h 30' 10" |
| 2. | Sergio Higuita         | Kolumbia          | EF Pro Cycling        | + 0"       |
| 3. | Daniel Felipe Martínez | Kolumbia          | EF Pro Cycling        | + 0"       |
| 4. | Tejay van Garderen     | Stany Zjednoczone | EF Pro Cycling        | + 0"       |
| 5. | Lawson Craddock        | Stany Zjednoczone | EF Pro Cycling        | + 9"       |
| 6. | Bert Van Lerberghe     | Belgia            | Deceuninck-Quick Step | + 45"      |
| 7. | Jannik Steimle         | Niemcy            | Deceuninck-Quick Step | + 45"      |
| 8. | Egan Bernal            | Kolumbia          | Team Ineos            | + 46"      |
| 9. | Richard Carapaz        | Ekwador           | Team Ineos            | + 46"      |
| 10. | Jhonatan Narváez       | Ekwador           | Team Ineos            | + 46"      |

### Etap 3
| \| Klasyfikacja etapu \| Klasyfikacja etapu \| Klasyfikacja etapu \| Klasyfikacja etapu \| Klasyfikacja etapu \| \| Kolarz \| Kolarz \| Państwo \| Drużyna \| Czas \| \| ------------------ \| --------------------- \| ------------------ \| --------------------------- \| ------------------ \| \| 1. \| Juan Sebastián Molano \| Kolumbia \| UAE Team Emirates \| 3h 57' 00" \| \| 2. \| Edwin Ávila \| Kolumbia \| Israel Start-Up Nation \| + 0" \| \| 3. \| Álvaro Hodeg \| Kolumbia \| Deceuninck-Quick Step \| + 0" \| \| 4. \| Julián Molano \| Kolumbia \| \| + 0" \| \| 5. \| Jhonatan Restrepo \| Kolumbia \| Androni Giocattoli-Sidermec \| + 0" \| \| 6. \| Umberto Marengo \| Włochy \| Vini Zabù-KTM \| + 0" \| \| 7. \| Bert Van Lerberghe \| Belgia \| Deceuninck-Quick Step \| + 0" \| \| 8. \| Travis McCabe \| Stany Zjednoczone \| Israel Start-Up Nation \| + 0" \| \| 9. \| Richard Carapaz \| Ekwador \| Team Ineos \| + 0" \| \| 10. \| Idar Andersen \| Norwegia \| Uno-X Norwegian Development \| + 0" \| |                       |                   |                             |            |
| |                       |                   |                             |            |
| Źródło: ProCyclingStats |                       |                   |                             |            |
| Klasyfikacja etapu |                       |                   |                             |            |
| Kolarz | Kolarz                | Państwo           | Drużyna                     | Czas       |
| 1. | Juan Sebastián Molano | Kolumbia          | UAE Team Emirates           | 3h 57' 00" |
| 2. | Edwin Ávila           | Kolumbia          | Israel Start-Up Nation      | + 0"       |
| 3. | Álvaro Hodeg          | Kolumbia          | Deceuninck-Quick Step       | + 0"       |
| 4. | Julián Molano         | Kolumbia          |                             | + 0"       |
| 5. | Jhonatan Restrepo     | Kolumbia          | Androni Giocattoli-Sidermec | + 0"       |
| 6. | Umberto Marengo       | Włochy            | Vini Zabù-KTM               | + 0"       |
| 7. | Bert Van Lerberghe    | Belgia            | Deceuninck-Quick Step       | + 0"       |
| 8. | Travis McCabe         | Stany Zjednoczone | Israel Start-Up Nation      | + 0"       |
| 9. | Richard Carapaz       | Ekwador           | Team Ineos                  | + 0"       |
| 10. | Idar Andersen         | Norwegia          | Uno-X Norwegian Development | + 0"       |

| \| Klasyfikacja generalna \| Klasyfikacja generalna \| Klasyfikacja generalna \| Klasyfikacja generalna \| Klasyfikacja generalna \| \| Kolarz \| Kolarz \| Państwo \| Drużyna \| Czas \| \| ---------------------- \| ---------------------- \| ---------------------- \| ---------------------- \| ---------------------- \| \| 1. \| Jonathan Caicedo \| Ekwador \| EF Pro Cycling \| 7h 27' 10" \| \| 2. \| Sergio Higuita \| Kolumbia \| EF Pro Cycling \| + 0" \| \| 3. \| Daniel Felipe Martínez \| Kolumbia \| EF Pro Cycling \| + 0" \| \| 4. \| Tejay van Garderen \| Stany Zjednoczone \| EF Pro Cycling \| + 0" \| \| 5. \| Juan Sebastián Molano \| Kolumbia \| UAE Team Emirates \| + 40" \| \| 6. \| Bert Van Lerberghe \| Belgia \| Deceuninck-Quick Step \| + 45" \| \| 7. \| Jannik Steimle \| Niemcy \| Deceuninck-Quick Step \| + 45" \| \| 8. \| Richard Carapaz \| Ekwador \| Team Ineos \| + 46" \| \| 9. \| Egan Bernal \| Kolumbia \| Team Ineos \| + 46" \| \| 10. \| Jhonatan Narváez \| Ekwador \| Team Ineos \| + 46" \| |                        |                   |                       |            |
| |                        |                   |                       |            |
| Źródło: ProCyclingStats |                        |                   |                       |            |
| Klasyfikacja generalna |                        |                   |                       |            |
| Kolarz | Kolarz                 | Państwo           | Drużyna               | Czas       |
| 1. | Jonathan Caicedo       | Ekwador           | EF Pro Cycling        | 7h 27' 10" |
| 2. | Sergio Higuita         | Kolumbia          | EF Pro Cycling        | + 0"       |
| 3. | Daniel Felipe Martínez | Kolumbia          | EF Pro Cycling        | + 0"       |
| 4. | Tejay van Garderen     | Stany Zjednoczone | EF Pro Cycling        | + 0"       |
| 5. | Juan Sebastián Molano  | Kolumbia          | UAE Team Emirates     | + 40"      |
| 6. | Bert Van Lerberghe     | Belgia            | Deceuninck-Quick Step | + 45"      |
| 7. | Jannik Steimle         | Niemcy            | Deceuninck-Quick Step | + 45"      |
| 8. | Richard Carapaz        | Ekwador           | Team Ineos            | + 46"      |
| 9. | Egan Bernal            | Kolumbia          | Team Ineos            | + 46"      |
| 10. | Jhonatan Narváez       | Ekwador           | Team Ineos            | + 46"      |

### Etap 4
| \| Klasyfikacja etapu \| Klasyfikacja etapu \| Klasyfikacja etapu \| Klasyfikacja etapu \| Klasyfikacja etapu \| \| Kolarz \| Kolarz \| Państwo \| Drużyna \| Czas \| \| ------------------ \| ---------------------- \| ------------------ \| --------------------------- \| ------------------ \| \| 1. \| Sergio Higuita \| Kolumbia \| EF Pro Cycling \| 3h 58' 47" \| \| 2. \| Egan Bernal \| Kolumbia \| Team Ineos \| + 0" \| \| 3. \| Julian Alaphilippe \| Francja \| Deceuninck-Quick Step \| + 1" \| \| 4. \| Daniel Felipe Martínez \| Kolumbia \| EF Pro Cycling \| + 2" \| \| 5. \| Torstein Træen \| Norwegia \| Uno-X Norwegian Development \| + 2" \| \| 6. \| Richard Carapaz \| Ekwador \| Team Ineos \| + 2" \| \| 7. \| Miguel Flórez López \| Kolumbia \| Androni Giocattoli-Sidermec \| + 2" \| \| 8. \| Jonathan Caicedo \| Ekwador \| EF Pro Cycling \| + 4" \| \| 9. \| Esteban Chaves \| Kolumbia \| Kolumbia \| + 4" \| \| 10. \| Freddy Montaña \| Kolumbia \| EPM-Scott \| + 4" \| |                        |          |                             |            |
| |                        |          |                             |            |
| Źródło: ProCyclingStats |                        |          |                             |            |
| Klasyfikacja etapu |                        |          |                             |            |
| Kolarz | Kolarz                 | Państwo  | Drużyna                     | Czas       |
| 1. | Sergio Higuita         | Kolumbia | EF Pro Cycling              | 3h 58' 47" |
| 2. | Egan Bernal            | Kolumbia | Team Ineos                  | + 0"       |
| 3. | Julian Alaphilippe     | Francja  | Deceuninck-Quick Step       | + 1"       |
| 4. | Daniel Felipe Martínez | Kolumbia | EF Pro Cycling              | + 2"       |
| 5. | Torstein Træen         | Norwegia | Uno-X Norwegian Development | + 2"       |
| 6. | Richard Carapaz        | Ekwador  | Team Ineos                  | + 2"       |
| 7. | Miguel Flórez López    | Kolumbia | Androni Giocattoli-Sidermec | + 2"       |
| 8. | Jonathan Caicedo       | Ekwador  | EF Pro Cycling              | + 4"       |
| 9. | Esteban Chaves         | Kolumbia | Kolumbia                    | + 4"       |
| 10. | Freddy Montaña         | Kolumbia | EPM-Scott                   | + 4"       |

| \| Klasyfikacja generalna \| Klasyfikacja generalna \| Klasyfikacja generalna \| Klasyfikacja generalna \| Klasyfikacja generalna \| \| Kolarz \| Kolarz \| Państwo \| Drużyna \| Czas \| \| ---------------------- \| ---------------------- \| ---------------------- \| ---------------------- \| ---------------------- \| \| 1. \| Sergio Higuita \| Kolumbia \| EF Pro Cycling \| 11h 25' 47" \| \| 2. \| Daniel Felipe Martínez \| Kolumbia \| EF Pro Cycling \| + 12" \| \| 3. \| Jonathan Caicedo \| Ekwador \| EF Pro Cycling \| + 14" \| \| 4. \| Egan Bernal \| Kolumbia \| Team Ineos \| + 50" \| \| 5. \| Richard Carapaz \| Ekwador \| Team Ineos \| + 58" \| \| 6. \| Freddy Montaña \| Kolumbia \| EPM-Scott \| + 1' 14" \| \| 7. \| Aldemar Reyes \| Kolumbia \| EPM-Scott \| + 1' 28" \| \| 8. \| Gavin Mannion \| Stany Zjednoczone \| Rally Cycling \| + 1' 30" \| \| 9. \| Sergio Henao \| Kolumbia \| UAE Team Emirates \| + 1' 31" \| \| 10. \| Diego Ochoa \| Kolumbia \| EPM-Scott \| + 1' 31" \| |                        |                   |                   |             |
| |                        |                   |                   |             |
| Źródło: ProCyclingStats |                        |                   |                   |             |
| Klasyfikacja generalna |                        |                   |                   |             |
| Kolarz | Kolarz                 | Państwo           | Drużyna           | Czas        |
| 1. | Sergio Higuita         | Kolumbia          | EF Pro Cycling    | 11h 25' 47" |
| 2. | Daniel Felipe Martínez | Kolumbia          | EF Pro Cycling    | + 12"       |
| 3. | Jonathan Caicedo       | Ekwador           | EF Pro Cycling    | + 14"       |
| 4. | Egan Bernal            | Kolumbia          | Team Ineos        | + 50"       |
| 5. | Richard Carapaz        | Ekwador           | Team Ineos        | + 58"       |
| 6. | Freddy Montaña         | Kolumbia          | EPM-Scott         | + 1' 14"    |
| 7. | Aldemar Reyes          | Kolumbia          | EPM-Scott         | + 1' 28"    |
| 8. | Gavin Mannion          | Stany Zjednoczone | Rally Cycling     | + 1' 30"    |
| 9. | Sergio Henao           | Kolumbia          | UAE Team Emirates | + 1' 31"    |
| 10. | Diego Ochoa            | Kolumbia          | EPM-Scott         | + 1' 31"    |

### Etap 5
| \| Klasyfikacja etapu \| Klasyfikacja etapu \| Klasyfikacja etapu \| Klasyfikacja etapu \| Klasyfikacja etapu \| \| Kolarz \| Kolarz \| Państwo \| Drużyna \| Czas \| \| ------------------ \| ---------------------- \| ------------------ \| --------------------------- \| ------------------ \| \| 1. \| Juan Sebastián Molano \| Kolumbia \| UAE Team Emirates \| 4h 06' 00" \| \| 2. \| Álvaro Hodeg \| Kolumbia \| Deceuninck-Quick Step \| + 0" \| \| 3. \| Jhonatan Restrepo \| Kolumbia \| Androni Giocattoli-Sidermec \| + 0" \| \| 4. \| Travis McCabe \| Stany Zjednoczone \| Israel Start-Up Nation \| + 0" \| \| 5. \| Colin Joyce \| Stany Zjednoczone \| Rally Cycling \| + 0" \| \| 6. \| Juan Francisco Rosales \| Meksyk \| Canel's Pro Cycling \| + 0" \| \| 7. \| Richard Carapaz \| Ekwador \| Team Ineos \| + 0" \| \| 8. \| Edwin Ávila \| Kolumbia \| Israel Start-Up Nation \| + 0" \| \| 9. \| Lars Saugstad \| Norwegia \| Uno-X Norwegian Development \| + 0" \| \| 10. \| Diego Ochoa \| Kolumbia \| EPM-Scott \| + 0" \| |                        |                   |                             |            |
| |                        |                   |                             |            |
| Źródło: ProCyclingStats |                        |                   |                             |            |
| Klasyfikacja etapu |                        |                   |                             |            |
| Kolarz | Kolarz                 | Państwo           | Drużyna                     | Czas       |
| 1. | Juan Sebastián Molano  | Kolumbia          | UAE Team Emirates           | 4h 06' 00" |
| 2. | Álvaro Hodeg           | Kolumbia          | Deceuninck-Quick Step       | + 0"       |
| 3. | Jhonatan Restrepo      | Kolumbia          | Androni Giocattoli-Sidermec | + 0"       |
| 4. | Travis McCabe          | Stany Zjednoczone | Israel Start-Up Nation      | + 0"       |
| 5. | Colin Joyce            | Stany Zjednoczone | Rally Cycling               | + 0"       |
| 6. | Juan Francisco Rosales | Meksyk            | Canel's Pro Cycling         | + 0"       |
| 7. | Richard Carapaz        | Ekwador           | Team Ineos                  | + 0"       |
| 8. | Edwin Ávila            | Kolumbia          | Israel Start-Up Nation      | + 0"       |
| 9. | Lars Saugstad          | Norwegia          | Uno-X Norwegian Development | + 0"       |
| 10. | Diego Ochoa            | Kolumbia          | EPM-Scott                   | + 0"       |

| \| Klasyfikacja generalna \| Klasyfikacja generalna \| Klasyfikacja generalna \| Klasyfikacja generalna \| Klasyfikacja generalna \| \| Kolarz \| Kolarz \| Państwo \| Drużyna \| Czas \| \| ---------------------- \| ---------------------- \| ---------------------- \| ---------------------- \| ---------------------- \| \| 1. \| Sergio Higuita \| Kolumbia \| EF Pro Cycling \| 15h 31' 47" \| \| 2. \| Daniel Felipe Martínez \| Kolumbia \| EF Pro Cycling \| + 12" \| \| 3. \| Jonathan Caicedo \| Ekwador \| EF Pro Cycling \| + 14" \| \| 4. \| Egan Bernal \| Kolumbia \| Team Ineos \| + 50" \| \| 5. \| Richard Carapaz \| Ekwador \| Team Ineos \| + 58" \| \| 6. \| Freddy Montaña \| Kolumbia \| EPM-Scott \| + 1' 14" \| \| 7. \| Aldemar Reyes \| Kolumbia \| EPM-Scott \| + 1' 28" \| \| 8. \| Gavin Mannion \| Stany Zjednoczone \| Rally Cycling \| + 1' 30" \| \| 9. \| Sergio Henao \| Kolumbia \| UAE Team Emirates \| + 1' 31" \| \| 10. \| Diego Ochoa \| Kolumbia \| EPM-Scott \| + 1' 31" \| |                        |                   |                   |             |
| |                        |                   |                   |             |
| Źródło: ProCyclingStats |                        |                   |                   |             |
| Klasyfikacja generalna |                        |                   |                   |             |
| Kolarz | Kolarz                 | Państwo           | Drużyna           | Czas        |
| 1. | Sergio Higuita         | Kolumbia          | EF Pro Cycling    | 15h 31' 47" |
| 2. | Daniel Felipe Martínez | Kolumbia          | EF Pro Cycling    | + 12"       |
| 3. | Jonathan Caicedo       | Ekwador           | EF Pro Cycling    | + 14"       |
| 4. | Egan Bernal            | Kolumbia          | Team Ineos        | + 50"       |
| 5. | Richard Carapaz        | Ekwador           | Team Ineos        | + 58"       |
| 6. | Freddy Montaña         | Kolumbia          | EPM-Scott         | + 1' 14"    |
| 7. | Aldemar Reyes          | Kolumbia          | EPM-Scott         | + 1' 28"    |
| 8. | Gavin Mannion          | Stany Zjednoczone | Rally Cycling     | + 1' 30"    |
| 9. | Sergio Henao           | Kolumbia          | UAE Team Emirates | + 1' 31"    |
| 10. | Diego Ochoa            | Kolumbia          | EPM-Scott         | + 1' 31"    |

### Etap 6
| \| Klasyfikacja etapu \| Klasyfikacja etapu \| Klasyfikacja etapu \| Klasyfikacja etapu \| Klasyfikacja etapu \| \| Kolarz \| Kolarz \| Państwo \| Drużyna \| Czas \| \| ------------------ \| ---------------------- \| ------------------ \| ---------------------------------------- \| ------------------ \| \| 1. \| Daniel Felipe Martínez \| Kolumbia \| EF Pro Cycling \| 4h 24' 09" \| \| 2. \| Sergio Higuita \| Kolumbia \| EF Pro Cycling \| + 1" \| \| 3. \| Egan Bernal \| Kolumbia \| Team Ineos \| + 3" \| \| 4. \| Miguel Flórez López \| Kolumbia \| Androni Giocattoli-Sidermec \| + 9" \| \| 5. \| Jonathan Caicedo \| Ekwador \| EF Pro Cycling \| + 14" \| \| 6. \| Robinson Chalapud \| Kolumbia \| Medellín \| + 52" \| \| 7. \| Hernán Aguirre \| Kolumbia \| Colombia Tierra de Atletas-GW Bicicletas \| + 1' 08" \| \| 8. \| Diego Camargo \| Kolumbia \| Colombia Tierra de Atletas-GW Bicicletas \| + 1' 16" \| \| 9. \| Freddy Montaña \| Kolumbia \| EPM-Scott \| + 1' 16" \| \| 10. \| Esteban Chaves \| Kolumbia \| Kolumbia \| + 1' 16" \| |                        |          |                                          |            |
| |                        |          |                                          |            |
| Źródło: ProCyclingStats |                        |          |                                          |            |
| Klasyfikacja etapu |                        |          |                                          |            |
| Kolarz | Kolarz                 | Państwo  | Drużyna                                  | Czas       |
| 1. | Daniel Felipe Martínez | Kolumbia | EF Pro Cycling                           | 4h 24' 09" |
| 2. | Sergio Higuita         | Kolumbia | EF Pro Cycling                           | + 1"       |
| 3. | Egan Bernal            | Kolumbia | Team Ineos                               | + 3"       |
| 4. | Miguel Flórez López    | Kolumbia | Androni Giocattoli-Sidermec              | + 9"       |
| 5. | Jonathan Caicedo       | Ekwador  | EF Pro Cycling                           | + 14"      |
| 6. | Robinson Chalapud      | Kolumbia | Medellín                                 | + 52"      |
| 7. | Hernán Aguirre         | Kolumbia | Colombia Tierra de Atletas-GW Bicicletas | + 1' 08"   |
| 8. | Diego Camargo          | Kolumbia | Colombia Tierra de Atletas-GW Bicicletas | + 1' 16"   |
| 9. | Freddy Montaña         | Kolumbia | EPM-Scott                                | + 1' 16"   |
| 10. | Esteban Chaves         | Kolumbia | Kolumbia                                 | + 1' 16"   |

## Klasyfikacje

### Klasyfikacja generalna
| \| Klasyfikacja generalna \| Klasyfikacja generalna \| Klasyfikacja generalna \| Klasyfikacja generalna \| Klasyfikacja generalna \| \| Kolarz \| Kolarz \| Państwo \| Drużyna \| Czas \| \| ---------------------- \| ---------------------- \| ---------------------- \| ---------------------------------------- \| ---------------------- \| \| 1. \| Sergio Higuita \| Kolumbia \| EF Pro Cycling \| 19h 55' 01" \| \| 2. \| Daniel Felipe Martínez \| Kolumbia \| EF Pro Cycling \| + 7" \| \| 3. \| Jonathan Caicedo \| Ekwador \| EF Pro Cycling \| + 33" \| \| 4. \| Egan Bernal \| Kolumbia \| Team Ineos \| + 54" \| \| 5. \| Miguel Flórez López \| Kolumbia \| Androni Giocattoli-Sidermec \| + 2' 00" \| \| 6. \| Freddy Montaña \| Kolumbia \| EPM-Scott \| + 2' 35" \| \| 7. \| Esteban Chaves \| Kolumbia \| Kolumbia \| + 3' 08" \| \| 8. \| Hernán Aguirre \| Kolumbia \| Colombia Tierra de Atletas-GW Bicicletas \| + 3' 14" \| \| 9. \| Torstein Træen \| Norwegia \| Uno-X Norwegian Development \| + 3' 18" \| \| 10. \| Sergio Henao \| Kolumbia \| UAE Team Emirates \| + 3' 21" \| |                        |          |                                          |             |
| |                        |          |                                          |             |
| Źródło: ProCyclingStats |                        |          |                                          |             |
| Klasyfikacja generalna |                        |          |                                          |             |
| Kolarz | Kolarz                 | Państwo  | Drużyna                                  | Czas        |
| 1. | Sergio Higuita         | Kolumbia | EF Pro Cycling                           | 19h 55' 01" |
| 2. | Daniel Felipe Martínez | Kolumbia | EF Pro Cycling                           | + 7"        |
| 3. | Jonathan Caicedo       | Ekwador  | EF Pro Cycling                           | + 33"       |
| 4. | Egan Bernal            | Kolumbia | Team Ineos                               | + 54"       |
| 5. | Miguel Flórez López    | Kolumbia | Androni Giocattoli-Sidermec              | + 2' 00"    |
| 6. | Freddy Montaña         | Kolumbia | EPM-Scott                                | + 2' 35"    |
| 7. | Esteban Chaves         | Kolumbia | Kolumbia                                 | + 3' 08"    |
| 8. | Hernán Aguirre         | Kolumbia | Colombia Tierra de Atletas-GW Bicicletas | + 3' 14"    |
| 9. | Torstein Træen         | Norwegia | Uno-X Norwegian Development              | + 3' 18"    |
| 10. | Sergio Henao           | Kolumbia | UAE Team Emirates                        | + 3' 21"    |

| Klasyfikacja punktowa | Klasyfikacja punktowa  | Klasyfikacja punktowa | Klasyfikacja punktowa       | Klasyfikacja punktowa |
| Kolarz                | Kolarz                 | Państwo               | Drużyna                     | Punkty                |
| --------------------- | ---------------------- | --------------------- | --------------------------- | --------------------- |
| 1.                    | Juan Sebastián Molano  | Kolumbia              | UAE Team Emirates           | 45 pkt                |
| 2.                    | Álvaro Hodeg           | Kolumbia              | Deceuninck-Quick Step       | 34 pkt                |
| 3.                    | Sergio Higuita         | Kolumbia              | EF Pro Cycling              | 27 pkt                |
| 4.                    | Jhonatan Restrepo      | Kolumbia              | Androni Giocattoli-Sidermec | 25 pkt                |
| 5.                    | Daniel Felipe Martínez | Kolumbia              | EF Pro Cycling              | 23 pkt                |
| 6.                    | Edwin Ávila            | Kolumbia              | Israel Start-Up Nation      | 23 pkt                |
| 7.                    | Egan Bernal            | Kolumbia              | Team Ineos                  | 22 pkt                |
| 8.                    | Byron Guamá            | Ekwador               | Ekwador                     | 18 pkt                |
| 9.                    | Richard Carapaz        | Ekwador               | Team Ineos                  | 14 pkt                |
| 10.                   | Miguel Flórez López    | Kolumbia              | Androni Giocattoli-Sidermec | 13 pkt                |

| Klasyfikacja punktowa | Klasyfikacja punktowa  | Klasyfikacja punktowa | Klasyfikacja punktowa       | Klasyfikacja punktowa |
| Kolarz                | Kolarz                 | Państwo               | Drużyna                     | Punkty                |
| --------------------- | ---------------------- | --------------------- | --------------------------- | --------------------- |
| 1.                    | Juan Sebastián Molano  | Kolumbia              | UAE Team Emirates           | 45 pkt                |
| 2.                    | Álvaro Hodeg           | Kolumbia              | Deceuninck-Quick Step       | 34 pkt                |
| 3.                    | Sergio Higuita         | Kolumbia              | EF Pro Cycling              | 27 pkt                |
| 4.                    | Jhonatan Restrepo      | Kolumbia              | Androni Giocattoli-Sidermec | 25 pkt                |
| 5.                    | Daniel Felipe Martínez | Kolumbia              | EF Pro Cycling              | 23 pkt                |
| 6.                    | Edwin Ávila            | Kolumbia              | Israel Start-Up Nation      | 23 pkt                |
| 7.                    | Egan Bernal            | Kolumbia              | Team Ineos                  | 22 pkt                |
| 8.                    | Byron Guamá            | Ekwador               | Ekwador                     | 18 pkt                |
| 9.                    | Richard Carapaz        | Ekwador               | Team Ineos                  | 14 pkt                |
| 10.                   | Miguel Flórez López    | Kolumbia              | Androni Giocattoli-Sidermec | 13 pkt                |

| Klasyfikacja sprinterska | Klasyfikacja sprinterska | Klasyfikacja sprinterska | Klasyfikacja sprinterska                 | Klasyfikacja sprinterska |
| Kolarz                   | Kolarz                   | Państwo                  | Drużyna                                  | Punkty                   |
| ------------------------ | ------------------------ | ------------------------ | ---------------------------------------- | ------------------------ |
| 1.                       | Byron Guamá              | Ekwador                  | Ekwador                                  | 18 pkt                   |
| 2.                       | Brayan Sánchez           | Kolumbia                 | Medellín                                 | 9 pkt                    |
| 3.                       | Kristian Yustre          | Kolumbia                 | Illuminate                               | 7 pkt                    |
| 4.                       | Simon Pellaud            | Szwajcaria               | Androni Giocattoli-Sidermec              | 7 pkt                    |
| 5.                       | Óscar Sevilla            | Hiszpania                | Medellín                                 | 6 pkt                    |
| 6.                       | Félix Barón              | Kolumbia                 | Illuminate                               | 5 pkt                    |
| 7.                       | Aldemar Reyes            | Kolumbia                 | EPM-Scott                                | 3 pkt                    |
| 8.                       | Johan Colón              | Kolumbia                 | Equipo Continental Orgullo Paisa         | 3 pkt                    |
| 9.                       | Juan Pablo Suárez        | Kolumbia                 | EPM-Scott                                | 3 pkt                    |
| 10.                      | Omar Mendoza             | Kolumbia                 | Colombia Tierra de Atletas-GW Bicicletas | 2 pkt                    |

| Klasyfikacja sprinterska | Klasyfikacja sprinterska | Klasyfikacja sprinterska | Klasyfikacja sprinterska                 | Klasyfikacja sprinterska |
| Kolarz                   | Kolarz                   | Państwo                  | Drużyna                                  | Punkty                   |
| ------------------------ | ------------------------ | ------------------------ | ---------------------------------------- | ------------------------ |
| 1.                       | Byron Guamá              | Ekwador                  | Ekwador                                  | 18 pkt                   |
| 2.                       | Brayan Sánchez           | Kolumbia                 | Medellín                                 | 9 pkt                    |
| 3.                       | Kristian Yustre          | Kolumbia                 | Illuminate                               | 7 pkt                    |
| 4.                       | Simon Pellaud            | Szwajcaria               | Androni Giocattoli-Sidermec              | 7 pkt                    |
| 5.                       | Óscar Sevilla            | Hiszpania                | Medellín                                 | 6 pkt                    |
| 6.                       | Félix Barón              | Kolumbia                 | Illuminate                               | 5 pkt                    |
| 7.                       | Aldemar Reyes            | Kolumbia                 | EPM-Scott                                | 3 pkt                    |
| 8.                       | Johan Colón              | Kolumbia                 | Equipo Continental Orgullo Paisa         | 3 pkt                    |
| 9.                       | Juan Pablo Suárez        | Kolumbia                 | EPM-Scott                                | 3 pkt                    |
| 10.                      | Omar Mendoza             | Kolumbia                 | Colombia Tierra de Atletas-GW Bicicletas | 2 pkt                    |

| Klasyfikacja górska | Klasyfikacja górska    | Klasyfikacja górska | Klasyfikacja górska              | Klasyfikacja górska |
| Kolarz              | Kolarz                 | Państwo             | Drużyna                          | Punkty              |
| ------------------- | ---------------------- | ------------------- | -------------------------------- | ------------------- |
| 1.                  | Fabio Duarte           | Kolumbia            | Medellín                         | 9 pkt               |
| 2.                  | Egan Bernal            | Kolumbia            | Team Ineos                       | 6 pkt               |
| 3.                  | Daniel Felipe Martínez | Kolumbia            | EF Pro Cycling                   | 5 pkt               |
| 4.                  | Robinson Chalapud      | Kolumbia            | Medellín                         | 5 pkt               |
| 5.                  | Sergio Higuita         | Kolumbia            | EF Pro Cycling                   | 5 pkt               |
| 6.                  | Simon Pellaud          | Szwajcaria          | Androni Giocattoli-Sidermec      | 4 pkt               |
| 7.                  | Walter Pedraza         | Kolumbia            | Equipo Continental Supergiros    | 3 pkt               |
| 8.                  | Miguel Flórez López    | Kolumbia            | Androni Giocattoli-Sidermec      | 2 pkt               |
| 9.                  | Richard Carapaz        | Ekwador             | Team Ineos                       | 2 pkt               |
| 10.                 | Edison Muñoz           | Kolumbia            | Equipo Continental Orgullo Paisa | 2 pkt               |

| Klasyfikacja górska | Klasyfikacja górska    | Klasyfikacja górska | Klasyfikacja górska              | Klasyfikacja górska |
| Kolarz              | Kolarz                 | Państwo             | Drużyna                          | Punkty              |
| ------------------- | ---------------------- | ------------------- | -------------------------------- | ------------------- |
| 1.                  | Fabio Duarte           | Kolumbia            | Medellín                         | 9 pkt               |
| 2.                  | Egan Bernal            | Kolumbia            | Team Ineos                       | 6 pkt               |
| 3.                  | Daniel Felipe Martínez | Kolumbia            | EF Pro Cycling                   | 5 pkt               |
| 4.                  | Robinson Chalapud      | Kolumbia            | Medellín                         | 5 pkt               |
| 5.                  | Sergio Higuita         | Kolumbia            | EF Pro Cycling                   | 5 pkt               |
| 6.                  | Simon Pellaud          | Szwajcaria          | Androni Giocattoli-Sidermec      | 4 pkt               |
| 7.                  | Walter Pedraza         | Kolumbia            | Equipo Continental Supergiros    | 3 pkt               |
| 8.                  | Miguel Flórez López    | Kolumbia            | Androni Giocattoli-Sidermec      | 2 pkt               |
| 9.                  | Richard Carapaz        | Ekwador             | Team Ineos                       | 2 pkt               |
| 10.                 | Edison Muñoz           | Kolumbia            | Equipo Continental Orgullo Paisa | 2 pkt               |

| Klasyfikacja młodzieżowa | Klasyfikacja młodzieżowa | Klasyfikacja młodzieżowa | Klasyfikacja młodzieżowa                 | Klasyfikacja młodzieżowa |
| Kolarz                   | Kolarz                   | Państwo                  | Drużyna                                  | Czas                     |
| ------------------------ | ------------------------ | ------------------------ | ---------------------------------------- | ------------------------ |
| 1.                       | Sergio Higuita           | Kolumbia                 | EF Pro Cycling                           | 19h 55' 51"              |
| 2.                       | Daniel Felipe Martínez   | Kolumbia                 | EF Pro Cycling                           | + 7"                     |
| 3.                       | Egan Bernal              | Kolumbia                 | Team Ineos                               | + 54"                    |
| 4.                       | Miguel Flórez López      | Kolumbia                 | Androni Giocattoli-Sidermec              | + 2' 00"                 |
| 5.                       | Hernán Aguirre           | Kolumbia                 | Colombia Tierra de Atletas-GW Bicicletas | + 3' 14"                 |
| 6.                       | Torstein Træen           | Norwegia                 | Uno-X Norwegian Development              | + 3' 18"                 |
| 7.                       | Diego Camargo            | Kolumbia                 | Colombia Tierra de Atletas-GW Bicicletas | + 3' 29"                 |
| 8.                       | Aldemar Reyes            | Kolumbia                 | EPM-Scott                                | + 4' 18"                 |
| 9.                       | Andrés Camilo Ardila     | Kolumbia                 | UAE Team Emirates                        | + 4' 37"                 |
| 10.                      | Cristian Camilo Muñoz    | Kolumbia                 | UAE Team Emirates                        | + 4' 59"                 |

| Klasyfikacja młodzieżowa | Klasyfikacja młodzieżowa | Klasyfikacja młodzieżowa | Klasyfikacja młodzieżowa                 | Klasyfikacja młodzieżowa |
| Kolarz                   | Kolarz                   | Państwo                  | Drużyna                                  | Czas                     |
| ------------------------ | ------------------------ | ------------------------ | ---------------------------------------- | ------------------------ |
| 1.                       | Sergio Higuita           | Kolumbia                 | EF Pro Cycling                           | 19h 55' 51"              |
| 2.                       | Daniel Felipe Martínez   | Kolumbia                 | EF Pro Cycling                           | + 7"                     |
| 3.                       | Egan Bernal              | Kolumbia                 | Team Ineos                               | + 54"                    |
| 4.                       | Miguel Flórez López      | Kolumbia                 | Androni Giocattoli-Sidermec              | + 2' 00"                 |
| 5.                       | Hernán Aguirre           | Kolumbia                 | Colombia Tierra de Atletas-GW Bicicletas | + 3' 14"                 |
| 6.                       | Torstein Træen           | Norwegia                 | Uno-X Norwegian Development              | + 3' 18"                 |
| 7.                       | Diego Camargo            | Kolumbia                 | Colombia Tierra de Atletas-GW Bicicletas | + 3' 29"                 |
| 8.                       | Aldemar Reyes            | Kolumbia                 | EPM-Scott                                | + 4' 18"                 |
| 9.                       | Andrés Camilo Ardila     | Kolumbia                 | UAE Team Emirates                        | + 4' 37"                 |
| 10.                      | Cristian Camilo Muñoz    | Kolumbia                 | UAE Team Emirates                        | + 4' 59"                 |

### Klasyfikacja drużynowa
| Klasyfikacja drużynowa | Klasyfikacja drużynowa                   | Klasyfikacja drużynowa       | Klasyfikacja drużynowa |
| Drużyna                | Drużyna                                  | Państwo                      | Czas                   |
| ---------------------- | ---------------------------------------- | ---------------------------- | ---------------------- |
| 1.                     | EF Pro Cycling                           | Stany Zjednoczone            | 59h 12' 37"            |
| 2.                     | UAE Team Emirates                        | Zjednoczone Emiraty Arabskie | + 6' 58"               |
| 3.                     | EPM-Scott                                | Kolumbia                     | + 7' 47"               |
| 4.                     | Colombia Tierra de Atletas-GW Bicicletas | Kolumbia                     | + 8' 36"               |
| 5.                     | Kolumbia                                 | Kolumbia                     | + 10' 26"              |
| 6.                     | Ekwador                                  | Ekwador                      | + 13' 56"              |
| 7.                     | Medellín                                 | Kolumbia                     | + 15' 40"              |
| 8.                     | Ineos                                    | Wielka Brytania              | + 15' 54"              |
| 9.                     | Israel Start-Up Nation                   | Izrael                       | + 17' 17"              |
| 10.                    | Equipo Continental Orgullo Paisa         | Kolumbia                     | + 21' 45"              |